# Yongxing, Fujian
Yongxing (kinesiska: 永兴) är en köping i sydöstra Kina. Den ligger i Pucheng härad i staden Nanping i provinsen Fujian, omkring 230 kilometer nordväst om provinshuvudstaden Fuzhou. Antalet invånare är 13 384. Befolkningen består av 6 557 kvinnor och 6 827 män. Barn under 15 år utgör 20,0 %, vuxna 15-64 år 64 %, och äldre över 65 år 14,0 %.